# Staatstrojaner
Staatstrojaner bezeichnet einen durch staatliche Stellen eingesetzten Trojaner.
Offiziell wird von fernforensischer Software (remote forensic software) gesprochen. Als pejorativ verwendetes politisches Schlagwort gegen die Einführung der Online-Durchsuchung in Deutschland wird Bundestrojaner oder seltener Polizei-Trojaner verwendet, auch wenn die Polizei in Deutschland Ländersache ist.
Ein Staatstrojaner ist eine Software, die ohne Wissen des Betroffenen von Polizei oder anderen Sicherheitsbehörden auf Rechnern oder anderen informationstechnischen Systemen des zu Überwachenden eingesetzt wird. Sie ist durch die Online-Durchsuchung oder die Quellen-Telekommunikationsüberwachung rechtlich legitimiert, wird aber vielfältig kritisiert.

## Deutschland
In ihrem Koalitionsvertrag vereinbarte die Ampelregierung, die Eingriffsschwellen für Staatstrojaner in der Strafprozessordnung hochzusetzen, um die Vorgaben des Bundesverfassungsgerichtes zu erfüllen und das Grundrecht auf Gewährleistung der Vertraulichkeit und Integrität informationstechnischer Systeme zu beachten. Das Justizministerium legte 2023 einen entsprechenden Gesetzesentwurf vor. Die Polizei soll demnach die Quellen-TKÜ – wie bisher bereits die Online-Durchsuchung – bei 33 besonders schweren Straftaten einsetzen dürfen (statt bisher bei 44 schweren Straftaten). Zudem soll gespeicherte Kommunikation nicht mehr per Quellen-TKÜ überwacht werden dürfen, sondern nur per Online-Durchsuchung. Kritiker erklären, fundamentale Probleme von staatlichem Hacken würden ignoriert. Das Bundesverfassungsgericht verwarf mit Entscheidung vom 7. August 2025 (Veröffentlichungsdatum) zum größten Teil die dagegen geäußerten Einwände. Das Gericht beanstandete lediglich die Möglichkeit der Telekommunikationsüberwachung  bei leichteren Straftaten mit einer maximalen Haftstrafe von 3 Jahren. Wegen des sehr hohen Eingriffsgewichtes, das mit der staatlichen Überwachung persönlicher Kommunikation einherginge, müsse die Quellen-Telekommunikationsüberwachung aus Gründen der Verhältnismäßigkeit im engeren Sinne auf die Verfolgung besonders schwerer Straftaten beschränkt werden.

## Liste von Staatstrojanern
- Candiru[7]
- DigiTask, siehe auch Chaos Computer Club#Staatstrojaner, 2018 von ipoque (seit 2011 zu Rohde & Schwarz gehörend) übernommen
- FinFisher, auch unter dem Namen FinSpy bekannt, ursprünglich vom britischen Unternehmen Gamma Group, dann von der deutschen FinFisher GmbH vermarktet
- Pegasus (Spyware)
- Subzero[8]
- RCIS (Remote Communication Interception Software); entwickelt vom BKA[9]
- Produkte des Unternehmens Quadream[10]
- SkypeTap / MegaPanzer[11]

## Trivia
Das Elektropunk-Duo Systemabsturz veröffentlichte im März 2020 die Single Staatstrojaner.